# Јакоб Савиншек
Јакоб Савиншек (Камник, 4. фебруар 1922 — Кирххајм, 17. август 1961) је био југословенски и словеначки вајар и песник.

## Биографија
Рођен је 4. фебруара 1922. године у Камнику. Дипломирао је на Академији ликовних уметности у Љубљани 1949. године, где је завршио и специјални течај вајарства код Бориса Калина 1950. године. Први пут је излагао 1951. године. Имао је више самоКурзиван текстсталних изведби у Љубљани, Београду и Кирххајму. Учествовао је на бројним скупним изложбама Савеза ликовних уметника Југославије, Друштва словеначких ликовних уметника, Тријеналу у Београду, Салону у Ријеци, Медитеранском бијеналу у Александрији, те на репрезентативниим изложбама савремене југословенске уметности у Милану, Пистоји, Ливорну, Фиренци, Филаху и остало.
Деловао је и у раду међународних вајарских симпозијума у Ст. Маргаретену у Аустрији и у Кирххајму у Западној Немачкој. Уз вајарство бавио се сликарством, графиком, илустровањем књига и сценографијом.
Умро је 17. августа 1961. године у Кирххајму, у Немачкој.
Нека његова дела су:
- Споменик таоцу (1953), Ново Место
- Споменик „Рат и мир“ (1958), Цеље
- Споменик палим борцима (1959), Квасица у Белој Крајини